# La furia (película)
La furia (título original: The Fury) es una película estadounidense de thriller y terror de 1978 dirigida por Brian De Palma y protagonizada por Kirk Douglas, Amy Irving, Andrew Stevens y John Cassavetes. El guion fue escrito por John Farris basándose en su novela homónima. El filme combina los elementos de la "historia de espionaje" con los del terror y el suspense. La música es de John Williams.

## Sinopsis
En Israel, el exagente de la CIA Peter Sandza (Kirk Douglas) y su hijo psíquico Robin (Andrew Stevens) conocen a Ben Childress (John Cassavetes), un antiguo colega de la agencia de Peter. Sandza planea dejar su antigua vida y regresar a los Estados Unidos con su hijo a pesar de las protestas de Childress. Posteriormente, Childress organiza un ataque terrorista falso para secuestrar a Robin. Peter sobrevive por poco pero no logra proteger a Robin, disparando a Childress en el intento y escapando mientras está gravemente herido. 
Meses después, en Chicago, la estudiante de secundaria Gillian Bellaver (Amy Irving) descubre sus poderes psíquicos, incluida la telequinesis y la percepción extrasensorial, durante una demostración en clase. Las manifestaciones no controladas de estos poderes causan daño a las personas que la tocan o la provocan. Ella se ofrece como voluntaria para asistir al Instituto Paragon, un centro de investigación que estudia los poderes psíquicos en adolescentes. 
Mientras tanto, Peter ha seguido a su hijo a Chicago. Después de evadir a los agentes de Childress, se encuentra con su novia Hester (Carrie Snodgress), una enfermera de Paragon, que le cuenta sobre Gillian. Peter le dice a Gillian que el director de Paragon, Jim McKeever (Charles Durning) está confabulado con PSI, una agencia secreta dirigida por Childress que secuestra a niños psíquicos para usar sus poderes como armas al servicio del gobierno estadounidense. El logro de la gestión y el control de los psíquicos es a través del lavado de cerebro y la eliminación de sus familias. 
A medida que crece la destreza psíquica de Gillian, ella comienza a experimentar visiones del abuso de Robin a manos del Instituto, incluido un intento de escape fallido. Gillian finalmente forma un enlace telepático con Robin. Sabiendo que ella sabe demasiado y que sus poderes están creciendo, Childress ordena que Gillian sea transportada a la sede de la PSI donde se encuentra Robin. Hester escucha la conversación de Childress e informa a Peter, que planea un rescate, con la esperanza de que pueda llevarlo a Robin. 
El rescate es exitoso, pero Hester es asesinada en el proceso. Usando los poderes de Gillian, ella y Peter rastrean a Robin hasta una mansión remota en el campo, donde ha pasado los últimos meses siendo preparado y experimentado por Childress. Aunque las habilidades de Robin han crecido a niveles sin precedentes, gradualmente se vuelve cada vez más inestable debido a la tensión psicológica ejercida por sus superiores, que culmina en un asesinato en masa dentro del Viejo Chicago, un parque de diversiones bajo techo. 
Cuando Peter y Gillian se infiltran en la mansión, Robin siente su presencia. Creyendo que PSI tiene la intención de matarlo y reemplazarlo con otro psíquico, finalmente enloquece, torturando y matando telequinéticamente a Susan. Peter se enfrenta a su hijo, pero Robin, un esquizoide, lo ataca con rabia. Robin es arrojado por la ventana y rasguña a Peter cuando intenta salvarlo de caerse. Cuando Robin cae al suelo, Peter, angustiado, se lanza y se suicida. 
Robin se demora un poco antes de morir finalmente y parece hacer algún tipo de contacto psíquico con Gillian; él transfiere sus poderes refinados a ella con el mensaje implícito de salvarse de Childress y vengar su muerte. A la mañana siguiente, Childress se acerca a Gillian y comienza a usar sus manipulaciones para que se conecte con él. Ella comprende sus intenciones a largo plazo, abraza sus habilidades psíquicas y venga la muerte de Robin y Peter al hacer que el cuerpo de Childress explote. 

## Reparto
- Kirk Douglas ... Peter Sandza
- John Cassavetes ... Ben Childress
- Carrie Snodgress ... Hester
- Charles Durning ...  Dr. Jim McKeever
- Amy Irving ... Gillian Bellaver
- Fiona Lewis ... Dra. Susan Charles
- Andrew Stevens ... Robin Sandza
- Daryl Hannah ... Pam
- Dennis Franz ... Bob
- Carol Eve Rossen ... Dra. Ellen Lindstrom
- Rutanya Alda ... Kristen
- Joyce Easton ... Katharine Bellaver
- William Finley ... Raymond Dunwoodie
- Jane Lambert ... Vivian Nuckells
- Sam Laws ... Blackfish
- J. Patrick McNamara ... Robertson
- Alice Nunn ... Callahan

## Producción
Brian de Palma, inspirado por el éxito que había obtenido con Carrie, decidió filmar otra película del mismo género. Aparecen en la película, en dos papeles breves, Dennis Franz (en su debut en el cine) y Daryl Hannah. Franz interpreta a un policía que conduce un coche secuestrado por el personaje de Douglas. Darryl Hannah interpreta a Pam, una amiga de la escuela del personaje de Irving. También fue el primer papel para James Belushi, quien discutió sobre su experiencia en el filme como invitado del Late Night with David Letterman.

## Recepción
La película fue un éxito comercial. Aunque no fue demasiado apreciada por los críticos en la época de su estreno, su actitud hacia la película ha ido mejorando considerablemente con el paso del tiempo.

## Premios
- 1979: Premio Saturno a los efectos especiales[5]